# Городищенська сільська рада (Деражнянський район)
Городи́щенська сільська́ ра́да — адміністративно-територіальна одиниця та орган місцевого самоврядування в Деражнянському районі Хмельницької області. Адміністративний центр — село Городище.

## Загальні відомості
Городищенська сільська рада утворена в квітні 1944 року.
- Територія ради: 18,715 км²
- Населення ради: 465 осіб (станом на 2001 рік)
- Територією ради протікає річка Вовк

## Населені пункти
Сільській раді були підпорядковані населені пункти:
- с. Городище

## Склад ради
Рада складалася з 12 депутатів та голови.
- Голова ради: Коник Ольга Вікторівна
- Секретар ради: Брикульська Надія Вячеславівна

### Керівний склад попередніх скликань
| Прізвище, ім'я, по батькові | Основні відомості                                                         | Дата обрання | Дата звільнення |
| --------------------------- | ------------------------------------------------------------------------- | ------------ | --------------- |
| Бартко Наталія Сергіївна    | Сільський голова, 1955 року народження, позапартійна                      | 26.03.2006   | 31.10.2010      |
| Коник Ольга Вікторівна      | Сільський голова, 1962 року народження, освіта вища, член Партії регіонів | 31.10.2010   |                 |

Примітка: таблиця складена за даними сайту Верховної Ради України

### Депутати
За результатами місцевих виборів 2010 року депутатами ради стали:

#### За суб'єктами висування
| Суб'єкт висування            | Кількість обраних депутатів | %   |
| ---------------------------- | --------------------------- | --- |
| Партія регіонів              | 6                           | 50  |
| Народна партія               | 3                           | 25  |
| Комуністична партія України  | 1                           | 8,3 |
| Самовисування                | 1                           | 8,3 |
| Соціалістична партія України | 1                           | 8,3 |

#### За округами
| № округу                     | Прізвище, ім'я, по батькові        | Дата визнання обраним | Освіта             | Партійна приналежність | Відомості про обраного депутата              |
| ---------------------------- | ---------------------------------- | --------------------- | ------------------ | ---------------------- | -------------------------------------------- |
| Комуністична партія України  |                                    |                       |                    |                        |                                              |
| 7                            | Колмогорова Тетяна Михайлівна      | 05.11.2010            | середня            | позапартійна           | Територіальний центр, соціальний працівник   |
| Народна Партія               |                                    |                       |                    |                        |                                              |
| 1                            | Кремінська Наталія Віталіївна      | 05.11.2010            | середня            | член Народної партії   | Сільська бібліотека, бібліотекар             |
| 2                            | Осіпов Андрій Юрійович             | 05.11.2010            | вища               | член Народної партії   | Городищенська загальноосвітня школа, вчитель |
| 8                            | Гуменюк Людмила Анатоліївна        | 05.11.2010            | середня            | член Народної партії   | пенсіонер                                    |
| Партія регіонів              |                                    |                       |                    |                        |                                              |
| 4                            | Брикульська Надія Вячеславівна     | 05.11.2010            | середня спеціальна | член Партії регіонів   | тимчасово не працює                          |
| 5                            | Коростовський Валерій Анатолійович | 05.11.2010            | вища               | член Партії регіонів   | Городищенська загальноосвітня школа, вчитель |
| 6                            | Косецький Валерій Борисович        | 05.11.2010            | середня            | член Партії регіонів   | тимчасово не працює                          |
| 10                           | Левицький Валерій Васильович       | 05.11.2010            | середня спеціальна | член Партії регіонів   | тимчасово не працює                          |
| 11                           | Левицька Тетяна Володимирівна      | 05.11.2010            | середня            | член Партії регіонів   | тимчасово не працює                          |
| 12                           | Жураківська Лілія Василівна        | 05.11.2010            | середня            | член Партії регіонів   | тимчасово не працює                          |
| Соціалістична партія України |                                    |                       |                    |                        |                                              |
| 3                            | Корчинський Леонід Йосипович       | 05.11.2010            | середня            | позапартійний          | тимчасово не працює                          |
| Самовисування                |                                    |                       |                    |                        |                                              |
| 9                            | Корчинська Оксана Петрівна         | 11.02.2013            | середня спеціальна | позапартійна           | безробітна                                   |